# Auterive, Haute-Garonne
Auterive är en kommun i departementet Haute-Garonne i regionen Occitanien i södra Frankrike. Kommunen ligger i kantonen Auterive som tillhör arrondissementet Muret. År 2022 hade Auterive 10 291 invånare.
På occitanska heter orten Autariba.

## Befolkningsutveckling
Antalet invånare i kommunen Auterive
Referens:INSEE